# Марінг-Нофіянд
Марінг-Нофіянд (нім. Maring-Noviand) — громада в Німеччині, розташована в землі Рейнланд-Пфальц. Входить до складу району Бернкастель-Віттліх. Складова частина об'єднання громад Бернкастель-Кюс.
Площа — 12,23 км2. Населення становить 1452 ос. (станом на 31 грудня 2020).